# Lodewijk van Berken

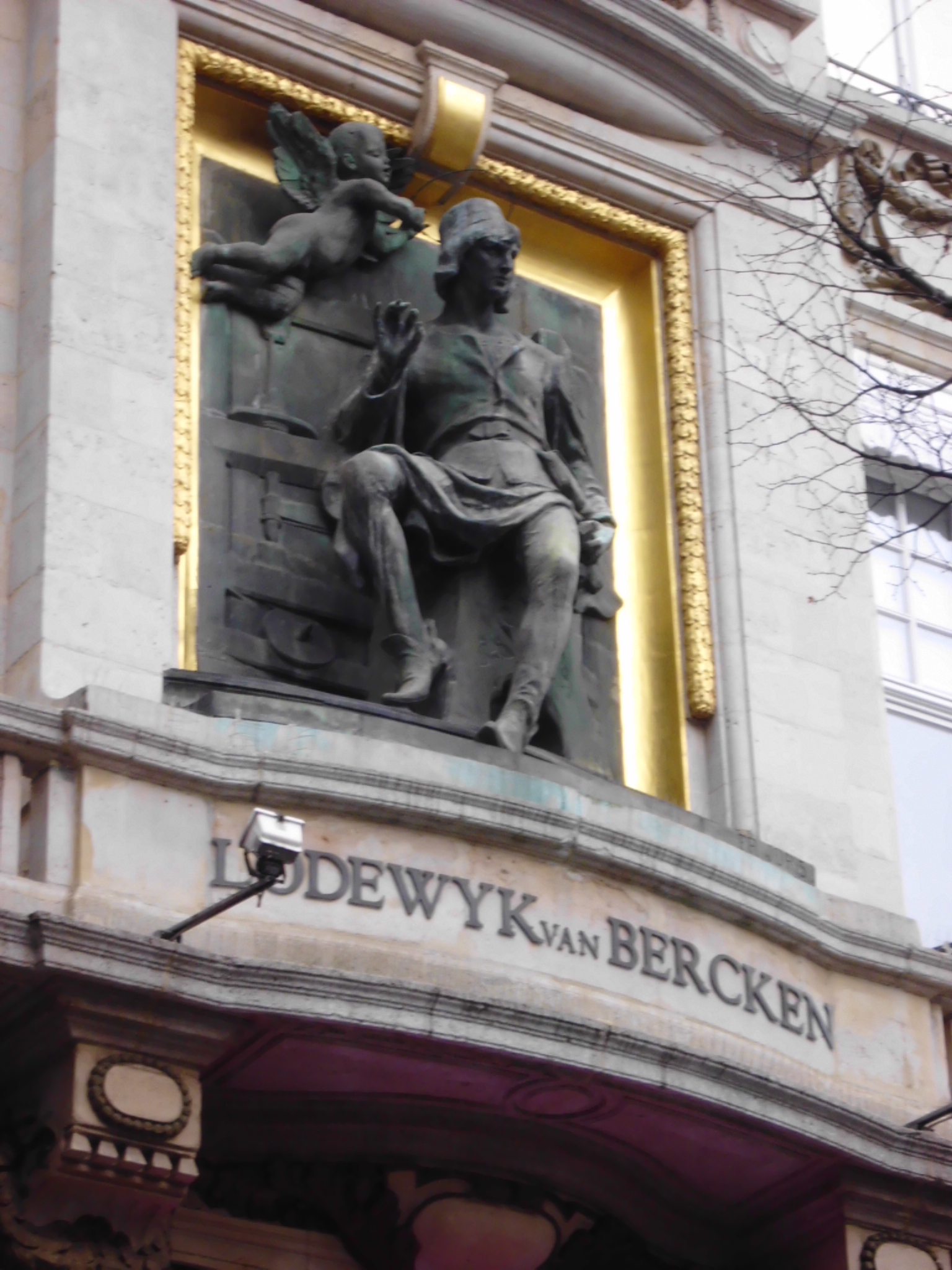
Beeld van Lodewyk van Bercken aan de gevel van het gebouw Leysstraat-Jezusstraat te Antwerpen, vervaardigd door Frans Joris.

Lodewijk (Lodewyk) van Berken (Brugge, 15e eeuw) was een Vlaamse diamantsnijder en uitvinder.
Van Berken stamde uit een Brugse familie en werkte in Antwerpen.
Van hem is een manier bekend om diamant te slijpen door middel van een schijf, olijfolie en diamantpoeder.
Ludo Vandamme noemt het een taaie legende dat dit moderne diamantslijpen in 1476 uitgevonden zou zijn door Lodewijk van Berken. Deze opvatting is terug te voeren op één enkele bron, namelijk zijn Parijse afstammeling Robert de Berquen.
Het gebruik door Lodewijk van Berken van een draaiende schijf voor het slijpen vormde wel het begin van de diamantnijverheid te Brugge.
In Europa zou het diamantslijpen kort na 1330 al begonnen zijn in Venetië, terwijl er in 1375 in Neurenberg al een diamantslijpersgilde werd opgericht.
Volgens François Farges was men vanaf ongeveer 1380 in Parijs in staat facetten aan een diamant te slijpen: In de inventaris van Jan van Berry vermeldt Robinet d'Étampes in 1411 diamanten met facetten, waaronder "un grant dyament roont et plat... fait en façon de mirouer, pesan environs XXIIII caraz" ("een grote, ronde en platte diamant... gemaakt zoals een spiegel, ongeveer 24 karaat wegend").
Met zijn methode kon Lodewijk van Berken zeer precies en symmetrisch de facetten op een diamant slijpen, waardoor hij rond 1476 wel als eerste de peervormige "pear-cut" ("pendeloque-" of "briolette-") diamant uitvond. Zijn werkwijze heeft de regio helpen uitgroeien tot diamanthoofdstad van de wereld. Voor Karel de Stoute sleep hij onder andere de Florentiner en de Sancy.
In de Antwerpse winkelstraat Meir, een paar honderd meter van de Antwerpse diamantwijk, staat het gebouw "Huis Lodewyk van Bercken" met aan de voorkant het bronzen beeld van Lodewyk Van Bercken. In zijn rechterhand houdt hij een diamant vast tussen duim en wijsvinger.
In de Berchemse wijk Groenenhoek te Antwerpen is een laan naar hem genoemd.